# Mikoláivka (Bíljorod-Dnistrovski)
Mikolaivka (en ucraniano: Миколаївка, lit. 'Mykolaivka') es un pueblo ucraniano perteneciente al óblast de Odesa. Situado en el suroeste del país, es parte del raión de Bíljorod-Dnistrovski y del municipio (hromada) de Sergivka.

## Toponimia
El nombre del asentamiento en otros idiomas de importancia en el asentamiento es Nikolaevka (en ruso: Николаевка; en rumano: Nicolăeni).

## Geografía
Mikoláivka se encuentra a orillas del mar Negro, parte de la región histórica de Budyak.

## Demografía
La evolución de la población de Mikoláivka entre 1989 y 2001 fue la siguiente:
| 1095                                                          | 1516 |
| (Fuente: Cities & Towns of Ukraine y UKRAINE: Größere Städte) |      |

Según el censo de 2001, la lengua materna de la mayoría de los habitantes, el 92,02%, es el ucraniano; y del ruso, 7,06%.

## Economía
En el pasado, las vacaciones en Mikoláivka se consideraban exclusivamente como “turismo verde”. Recientemente se ha incrementado la infraestructura turística del pueblo para aumentar el turismo de playa. 

## Infraestructura

### Transporte
Se puede llegar a Odesa desde Mikoláivka a través de Zatoka.